# Cyclyrius vulcanica
Cyclyrius vulcanica är en fjärilsart som beskrevs av James John Joicey och Talbot 1924. Cyclyrius vulcanica ingår i släktet Cyclyrius och familjen juvelvingar. Inga underarter finns listade i Catalogue of Life.